# Codex canadiensis

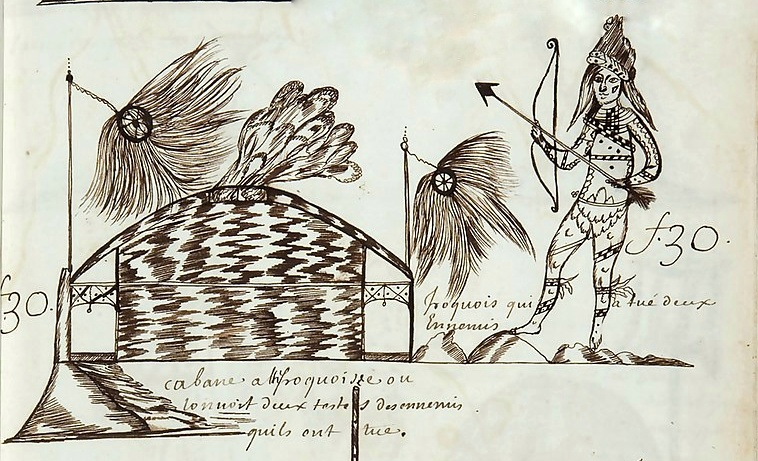
Codex Canadiensis, „Cabane a Ihyroquoisse ou / lon voit deux testes des ennemis / quils ont tue Iroquois qui a tué deux / Ennemis“

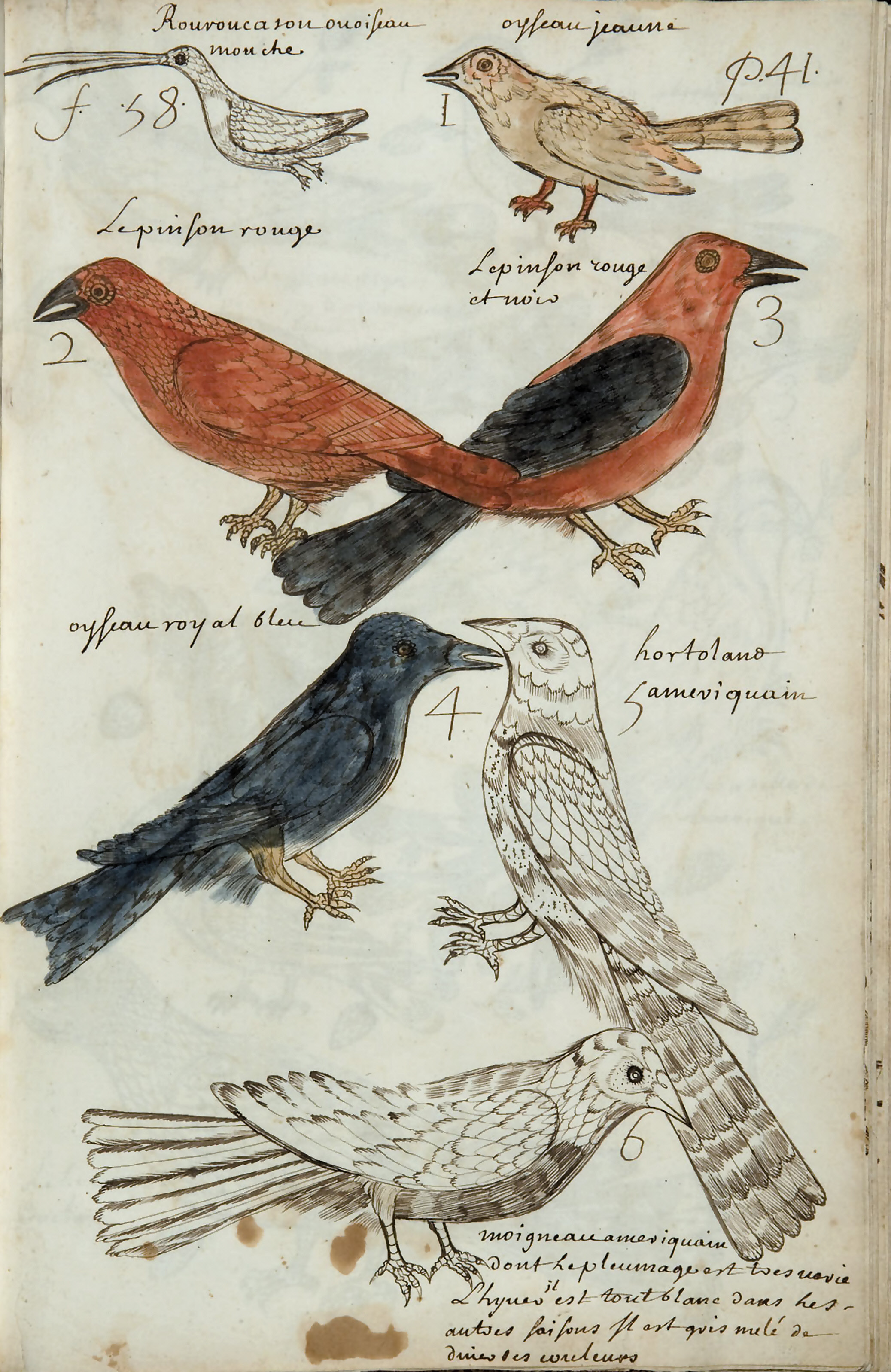
Codex Canadiensis, „p. 41“ Vögel

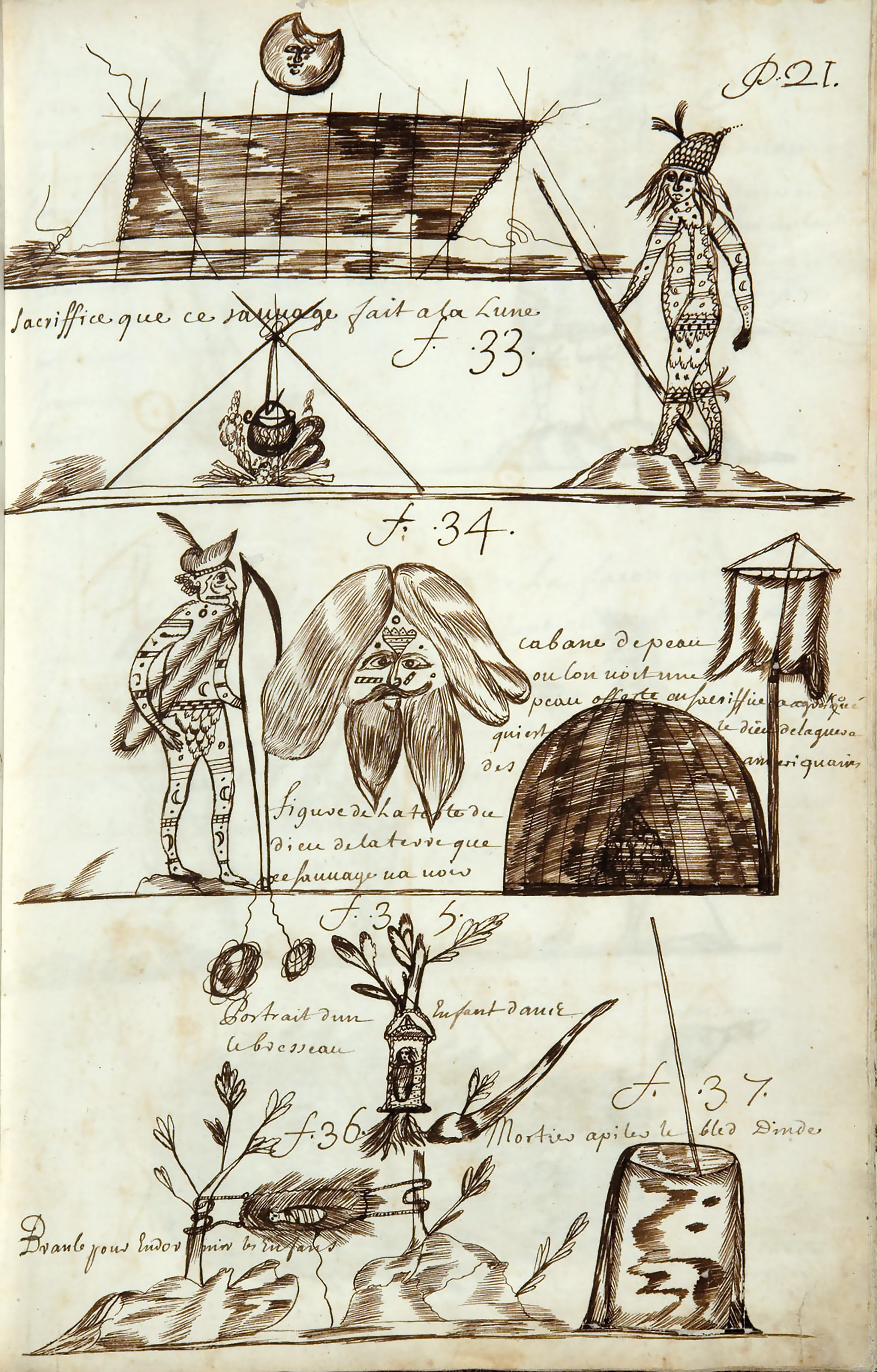
Codex Canadiensis, „p. 21“: „Sacriffice que ce sauvage fait a la Lune f. 33.“, „f. .34. Cabane de peau / ou l'on voit une / peau offerte ou sacriffiee a aguakoqué / qui est le dieu de la guere / des ameriquains figure de la teste du / dieu de la terre que / ce sauvage va voir“, „f. .35. Portrait d'un Enfant dans / le bresseau“, „f. .36. Branle pour endormir les Enfans“, „f. .37. Mortier a piler le bled Dinde“

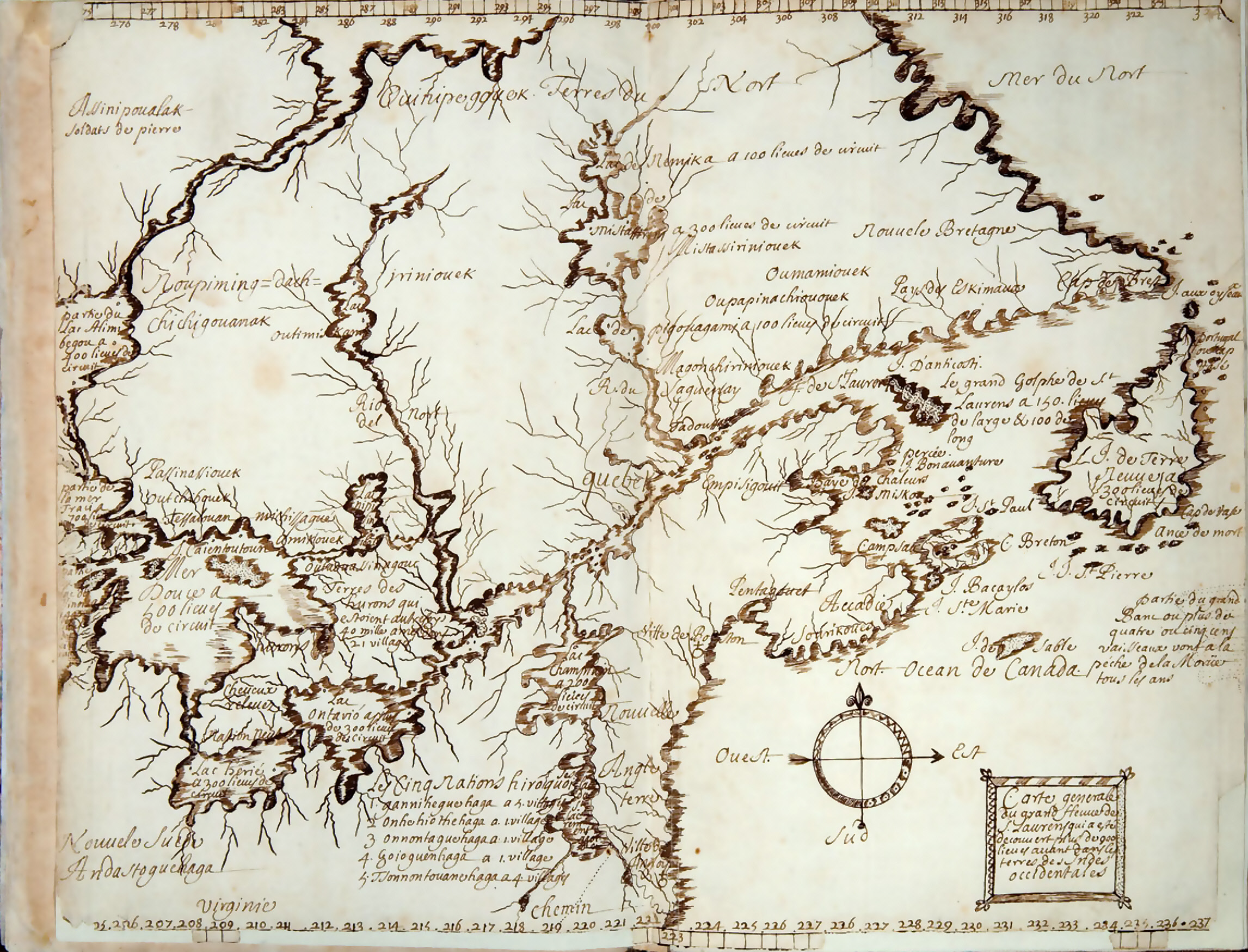
Landkarte des amerikanischen Ostens

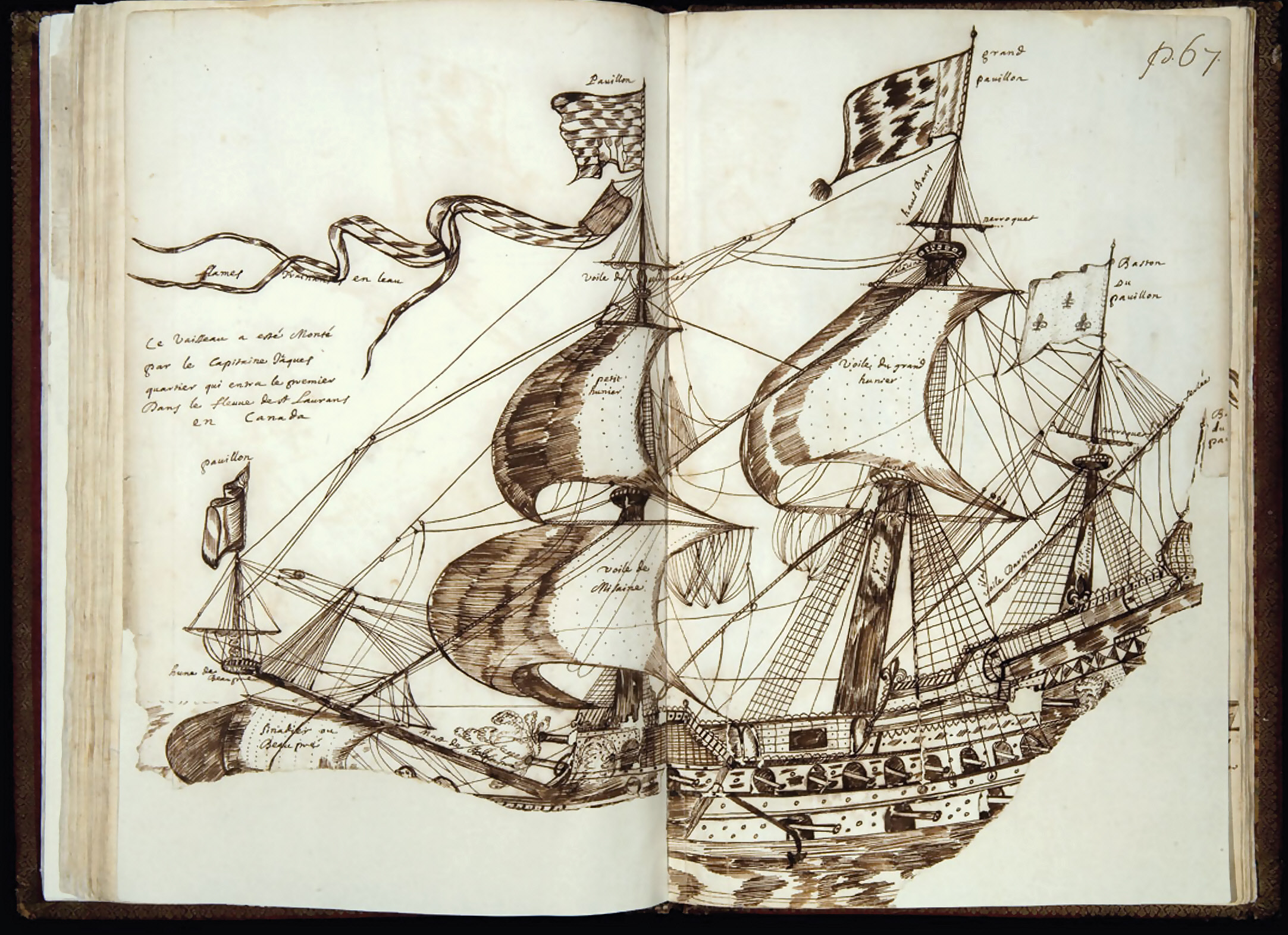
Cartiers Schiff (p. 67): „Ce Vaisseau a esté monté / par le Capitaine Jacques quartier qui entra le premier / Dans le fleuve de St Laurans / en Canada“

Der Codex canadiensis ist eine französische Handschrift, die zwischen etwa 1680 und 1700 entstanden ist und von dem Jesuiten Louis Nicolas (1638–82) stammt. Ihr besonderer historischer, ethnologischer und wissenschaftsgeschichtlicher Wert liegt in den 180 Illustrationen, die zahlreiche Pflanzen und Tiere darstellen, vor allem aber die Indianer, ihre Tätowierungen, ihre Wasserfahrzeuge und Werkzeuge. Da der Verfasser ein besonderes Augenmerk auf Genauigkeit und Vergleich legte, bietet er in beinahe modern-wissenschaftlicher Art und Weise Einblicke in die indianische Geschichte und Ethnologie des Neu-Frankreich des dritten Viertels des 17. Jahrhunderts. Allerdings ist bei der Deutung der Abbildungen zu berücksichtigen, dass sich Nicolas nicht scheute, aus Vorlagenbüchern zu kopieren.
Aufbewahrungsort ist das Gilcrease Museum in Tulsa, Oklahoma, das den Codex zusammen mit Library and Archives Canada und dem Gail and Stephen A. Jarislowsky Institute for Studies in Canadian Art in einer digitalen Ausstellung öffentlich zugänglich gemacht hat.

## Entstehung
Der Zeitpunkt der Entstehung ist nicht mit Sicherheit zu ermitteln. Die Erwähnung eines Ereignisses aus dem Jahr 1700 gilt als Nachtrag, da der Codex auf p. 23, Zeile 40 eine Histoire naturelle erwähnt, die zu diesem Zeitpunkt aller Wahrscheinlichkeit nach bereits existierte. Außerdem verfasste der Autor eine Grammaire algonquine, eine Algonkin-Grammatik, die allerdings eher eine Ojibwa-Grammatik darstellt. Auch hierin zeigt sich der eher sammelnde und weiter verarbeitende Arbeitsstil, den der Verfasser auch im Codex canadiensis an den Tag legt: Er sammelte vorhandene Grammatiken und fügte sie in einer Kompilation zusammen.

## Beschreibung
Der Codex besteht aus 79 Seiten mit 180 Zeichnungen. Zeichnungen und Beschreibungen wurden teils mit brauner Tinte, teils mit brauner Tinte und Wasserfarbe auf Pergament ausgeführt. Daher die Empfindlichkeit der Handschrift und die daraus folgende Unzugänglichkeit für die Öffentlichkeit.
53 Tafeln sind vor allem für die Naturgeschichte von Bedeutung, denn sie bilden 18 Pflanzen, 67 Säugetiere, 56 Vogel- und 33 Fischarten sowie etwa 10 Reptilien, dazu Amphibien und Insekten ab.
Von besonderer Bedeutung sind die Tafeln, die sich den als Amerikaner („Ameriquains“) bezeichneten Ureinwohnern, genauer Mitgliedern von 15 Stämmen („nations“) widmen. Darunter findet sich eines der beiden einzigen erhaltenen Porträts von einem Indianer aus Neu-Frankreich. Darüber hinaus werden nur hier die Tätowierungen und Körperbemalungen dargestellt.
Die ersten drei Seiten enthalten ein Lob König Ludwigs XIV. und des französischen Sieges über Holland im Devolutionskrieg von 1667 bis 1668, sowie im Krieg von 1673 bis 1674 gegen das Heilige Römische Reich. Ob die Thronbesteigung Philipps V. von Spanien im Jahr 1700 von anderer Hand nachgetragen worden ist, bleibt unklar. Der erste Herausgeber des Codex, Baron Marc de Villiers, datierte den Codex noch auf die Zeit nach 1700.
Der Widmung folgen 19 Seiten zu den First Nations. Dabei übernahm der Verfasser offenbar Stiche aus den Historiae canadensis, seu Novae-Franciae Libri decem des Jesuiten François du Creux, die in Paris 1664 veröffentlicht worden waren. Daher liegt der besondere Wert von Nicolas’ Arbeit in den hinzugefügten Details. Er ergänzte Tätowierungen, Pfeifen, von denen man sonst meist nur die Köpfe findet, Frisuren und Kleidung sowie Schmuck. So zeigt S. 6 einen Tabak- oder Medizinbeutel, Tomahawks (S. 7 und 9), Schild, Bogen und Pfeile (S. 12). Das genannte Porträt ist das des Ottawa-Häuptlings Iskouakite, der bei der Missionierung eine wichtige Fördererrolle gespielt hat.
Die Seiten 13 bis 19 zeigen im weitesten Sinne Werkzeuge, z. B. Fischfanggeräte, Transportmittel, wie etwa ein Kayak, Unterkünfte, sogar eine Folterszene, bei der der Verfasser behauptet, selbst anwesend gewesen zu sein. Zudem beschreibt er eine Irokesenmaske, die einer Heilergesellschaft, der False Face Society diente.
Schließlich enthält dieser Teil der Handschrift zwei Landkarten, eine von Neu-Frankreich und eine vom oberen Mississippi, ein Gebiet, das der Verfasser „Manitounie“ nennt, in Reverenz an die Entdecker Joliette und Pater Marquette (1673).
Der folgende Abschnitt, der sich den Pflanzen der Region widmet, konzentriert sich weniger auf eine Klassifikation, als darauf, welche Pflanzen und Pflanzenteile essbar sind. So stellt er etwa das Rhizom der Sagittaria latifolia (Pfeilkraut) dar. Offenbar waren ihm einige der Pflanzen nicht bekannt, so Nymphaea odorata oder tuberosa, andere, wie Mais, hatten sich als massenhaftes Nahrungsmittel noch gar nicht in Europa durchgesetzt.
Auf Seite 27 beginnt ein Abschnitt über Tiere, der mit einem Tiger (?) und einem Einhorn illustriert ist. Bei diesen Darstellungen ließ sich der Verfasser offenbar von der Historia animalium von Conrad Gessner (1516–1565) inspirieren. Auf Seite 37 beschreibt er Biber, Otter und Robben als Meeresbewohner, Fischen nicht unähnlich.
Der Schwerpunkt liegt jedoch auf den Vögeln der Region, deren Beschreibung auf Seite 41 beginnt und bis Seite 54 reicht.
Auf Seite 55 folgen, der damaligen Tradition verbunden, Ungeheuer, ein Meermann (Nix), ein Frosch mit einem schlangenartigen Schwanz usw.
Schließlich folgen Meeresbewohner, die allgemein als Fische galten, auch wenn es Meeressäuger, wie Wale waren.
Die letzten Seiten sind mit Jacques Cartiers Schiff (67), mit einem Porträt, einer Art Heiligenfigur, dazu europäischen Tieren gefüllt.

## Verschollen und wieder aufgetaucht
Der Codex tauchte erst 1930 wieder auf, als der Verlag Maurice Chamonal ein Facsimile unter dem Titel Les Raretés des Indes mit einem Vorwort von Baron Marc de Villiers publizierte, der das Werk Charles Bécart de Granville (1675–1703) zuschrieb. Doch umfasste die Auflage nur 100 Exemplare.
1934 tauchte der Codex im Katalog der Librairie Georges Andrieux (nr. 328) auf, als ein unbekannter Käufer das Buch erwarb. Um 1939 soll es bei Kraus in New York gelandet sein. Er verkaufte es 1949 an Thomas Gilcrease.
Thomas Gilcrease (1890–1962) war ein vermögender Mann. Er erwarb den Codex bei Henry Stevens, Son and Stiles in London. Gilcrease, dem die Regierung der USA Land angeboten hatte, da er als Angehöriger des Stammes der Cree (seine Mutter war Cree) Anspruch darauf hatte, hatte aus diesem Land ein beträchtliches Vermögen gezogen. So konnte er 1922 die Gilcrease Oil Company gründen. 1954 gründete er aus eigenen Mitteln das Gilcrease Museum, doch bereits im nächsten Jahr musste er das Museum an die nahe gelegene Stadt Tulsa verkaufen.
1974 wurde der Codex erneut (diesmal in Montreal) publiziert, auch diesmal in einer kleinen Auflage von nur 110 Exemplaren.